# Aleksàndrov Gai
Aleksàndrov Gai (en rus: Яшин) és un poble de l'óblast de Saràtov, a Rússia, segons el cens rus del 2021 tenia 8.772 habitants. És el centre administratiu del districte homònim.